# よみがえった改心
『よみがえった改心(改心した男)』（よみがえったかいしん、A Retrieved Reformation）は、オー・ヘンリーの短編小説。「よみがえった良心」とも。1903年4月『The Cosmopolitan Magazine』誌に発表。
平穏な暮らしを得た天才的な金庫破りと、刑事の物語。

## あらすじ
保釈された腕利きの金庫破りジミー・ヴァレンタインは、金庫破りのために訪れたアーカンソー州の田舎町エルモアの銀行で、銀行主の娘アナベルと出会い、互いに恋に落ちる。
ジミーはラルフ・スペンサーと名乗りエルモアで靴屋を開業、アナベルの父アダムスにも気に入られ金庫破りの道具を友人に譲って足を洗おうとする。
一方、ジミーが保釈後すぐに起こした何件かの金庫破りの件で彼を逮捕しようと、刑事のベン・プライスがエルモアへやってくる。
婚礼を目前にし幸せいっぱいのアナベルと｢ラルフ｣は新しい金庫室を見学しに来た。しかしそこには証拠を見つけてジミーを捕らえるべくベンが来ていた。
その時、たまたま一緒にいたアナベルの姉の長女・メイが、次女のアガサ（つまり、「ラルフ」からすれば姪になるはずの少女たち）を子供同士のふざけあいでうっかり新しい金庫に閉じ込めてしまう。
辺りはパニックに陥るが、アダムスをはじめ誰も金庫を開けられない。アナベルが思わず「ラルフ」に助けを求めると、彼は金庫破りの道具を使って手際よくアガサを救出した。
辺りは歓喜の渦に包まれる中「ラルフ」は覚悟を決めてベンに近づき、自分を逮捕するように言う。しかし、ベンは彼を見逃し、ゆっくりと去っていくのだった。

## 登場人物
- ジミー・ヴァレンタイン：腕利きの金庫破り。ラルフ・スペンサーと名乗る。
- アナベル：銀行主の娘
- ベン・プライス：刑事
- メイ：アナベルの姉の長女
- アガサ：アナベルの姉の次女
- アダムス：アナベルの父

## 筋立てを利用した作品
- 南風の丘（1937年日本映画・松井稔監督）
- おそ松くん
  - 漫画
    - 「チビ太の金庫やぶり」（週刊少年サンデー1965年10月10日42号）
    - 「チビ太の金庫やぶり」リバイバル版（週刊少年キング1972年1月23日5号）

  - TVアニメ
    - 「金庫やぶりはもうやめた! その1」「金庫やぶりはもうやめた! その2」（アニメ第1作第42話）
    - 「チビ太の金庫やぶり」（アニメ第2作第18話）
- おやこ刑事　（事件簿No.17「金庫破り」週刊少年サンデー1977年10月10日37号掲載 単行本未収録）
- メイプルタウン物語 （アニメ48話「その金庫をあけて！」）
- スクウェアのトム・ソーヤ（スクウェア（現:スクウェア・エニックス））ラルフをモチーフとしたヘンリ～というキャラクターが登場する。
- 宝塚歌劇団月組公演「扉のこちら」（1993年）。同小説をもとにしたミュージカル。天海祐希のトップスター就任お披露目公演。
- 日本公文教育研究会(公文)英語教材 The Changed Man『改心した男』― JⅠ教材91～100に収録[2]。